# Platybothrium jondoeorum
Espèce
Platybothrium jondoeorum est une espèce de vers plats de la famille des Onchobothriidae. Elle a été décrite en 2003, et trouvée chez le Requin-citron faucille (Negaprion acutidens).